# Ліхнови (гміна)
Гміна Ліхнови (пол. Gmina Lichnowy) — сільська гміна у північній Польщі. Належить до Мальборського повіту Поморського воєводства.
Станом на 31 грудня 2011 у гміні проживало 4813 осіб.

## Територія
Згідно з даними за 2007 рік площа гміни становила 88.70 км², у тому числі:
- орні землі: 87.00%
- ліси: 0.00%

Таким чином, площа гміни становить 17.93% площі повіту.

## Населення
Станом на 31 грудня 2011:
| Опис     | Загалом | Загалом | Чоловіки | Чоловіки | Жінки | Жінки |
| -------- | ------- | ------- | -------- | -------- | ----- | ----- |
| одиниця  | осіб    | %       | осіб     | %        | осіб  | %     |
| все      | 4813    | 100     | 2421     | 50.30    | 2392  | 49.70 |
| міське   | 0       | 100     | 0        |          | 0     |       |
| сільське | 4813    | 100     | 2421     | 50.30    | 2392  | 49.70 |

## Сусідні гміни
Гміна Ліхнови межує з такими гмінами: Мальборк, Мілорадз, Новий Став, Осташево, Сухий Домб, Тчев, Тчев.